# Félix Golindano
Félix Golindano (Trujillano, 16 novembre 1969) è un ex calciatore venezuelano, di ruolo portiere.

## Carriera

### Club
Ha giocato principalmente per il Trujillanos, ed ha avuto esperienze all'estero con Happy Valley AA in Cina e 12 de Octubre e Club Olimpia in Paraguay.

### Nazionale
Ha giocato per il Venezuela dal 1993 al 1996, partecipando a due edizioni della Copa América da secondo portiere e totalizzando 4 presenze.

## Palmarès

### Club

#### Competizioni nazionali
- Campionato venezuelano: 1

Caracas: 2000-2001
- Coppa del Venezuela: 1

Caracas: 2001